# وییاویسنیو
وییاویسنیو (به اسپانیایی: Villavicencio) یک سکونتگاه مسکونی در کلمبیا است که در بخش متا واقع شده‌است.

## خصوصیات
وییاویسنیو ۱٬۳۲۸ کیلومترمربع مساحت و ۳۸۴٬۱۳۱ نفر جمعیت دارد و ۴۶۷ متر بالاتر از سطح دریا واقع شده‌است.